# Szára István
Szára István, Stephen Szára (Pestújhely, 1923. március 21. – Kensington, 2021. augusztus 1.) magyar vegyész és pszichiáter, aki jelentős mértékben hozzájárult a farmakológia területéhez.

## Életpályája
Szára elsőként tanulmányozta  tudományosan  az N, N- dimetil- triptamin (DMT) pszichotrop hatásait, az 1950-es évek közepén önkéntesekkel végzett kutatásaival. Szára a DMT felé fordította az érdeklődését, miután a svájci Sandoz Laboratories cég az LSD-megrendelését elutasította azzal az indokkal, hogy az erős pszichotróp anyag veszélyes lehet egy kommunista ország kezében.
Nem sokkal az 1956-os forradalom után Szára az Egyesült Államokba emigrált, ahol végül az Egyesült Államok Kábítószer-visszaélési Intézetének orvosbiológiai részlegének vezetője lett. Az Egyesült Államokban Julius Axelroddal és másokkal dolgozott a DMT és a rokon vegyületei metabolizmusán egészséges és szkizofrén önkénteseken. Szára és munkatársai – többek között – a triptamin első három pszichedelikus rokonainak: a dimetil-, dietil- és dipropil-triptamin (DMT, DET és DPT ) biokémiáját jellemezték, leírva farmakokinetikájukat és hatásukat.
Szára kutatása során megvizsgálták annak lehetőségét, hogy egyes triptaminok (különösen a DMT) hozzájárulhatnak a pszichózis kialakulásához az agyban képződve, valamint annak lehetőségét, hogy egyes pszichedelikumok hasznosak lehetnek a pszichoterápiában. Az elmúlt években Szára azzal érvelt, hogy a pszichedelikus gyógyszereket heurisztikusan kell tanulmányozni, és hogy az agyat befolyásoló mechanizmusok megtanulása "kulcsként szolgálhat az agy-elme kapcsolat rejtelmeinek feloldásához".
Szára az American College of Neuropsychopharmacology és a Collegium Internationale Neuro-Psychopharmacologicum emeritus munkatársa, a Heffter Kutatóintézet tudományos tanácsadó testületének tagja. 2007-ben a Magyar Pszichofarmakológusok társasága tiszteletbeli tagjává választották. Emellett megkapta az Alkohol, Kábítószer-visszaélés és a Mentális Egészségügyi Igazgatóság ügyintézője érdemeiért járó díját és az Amerikai Magyar Föderáció Kovats szabadságérmét (2005).

## Fordítás
- Ez a szócikk részben vagy egészben  a   Stephen Szára című angol Wikipédia-szócikk ezen változatának fordításán alapul.  Az eredeti cikk szerkesztőit annak laptörténete sorolja fel. Ez a jelzés csupán a megfogalmazás eredetét és a szerzői jogokat jelzi, nem szolgál a cikkben szereplő információk forrásmegjelöléseként.